# 賴誠吉
賴誠吉（1938年1月14日—2011年5月28日），中華民國（台灣）政治人物，臺中市人，從基層里長做起，曾任中國國民黨籍臺灣省議員、臺灣省諮議員、臺中市議員。其父賴清海曾任臺中市議員，兒子台中市議員賴順仁。